# Eduard Ströhling
Eduard Ströhling, auch Peter Edward Stroehling, Straely, Stroely und ähnliche Namensformen (* Oktober 1766, getauft am 28. Oktober 1766 in Düsseldorf; † um 1828/1829 in Irland), war ein deutscher Porträtmaler, der vor allem in Sankt Petersburg und London tätig war.

## Leben
Eduard Stöhling war ein Sohn des Düsseldorfer Färbers und Dekorationsmalers Johann Burchard Ströhling und dessen Frau Marie Gertrude, geborene Bliessem. Er studierte an der Zeichenschule Düsseldorf von Lambert Krahe, einer Vorgängerin der Kunstakademie Düsseldorf. Danach war er in 1789 in Mannheim und vielleicht Paris tätig, kam 1790 nach Frankfurt am Main und ging 1791 nach Mainz. In allen diesen Orten schuf er „vom Zeitgeist der Empfindsamkeit geprägte intime Kinder- und Familienbilder“. Seit Ende der 1780er Jahre malte er auch Miniatur-Porträts auf Elfenbein.
1792 war er in Berlin, wo er Luise von Preußen porträtierte. Ströhling wurde zu einem gefragten Porträtmaler der europäischen Aristokratie. 1792 reiste er nach Neapel, um Ferdinand IV., seine Familie und Mitglieder des königlichen Hofes zu porträtieren. Eventuell arbeitete er auch in Rom.
Es folgte ein längerer Aufenthalt am kaiserlichen Hof in Wien von 1794 bis 1797. In dieser Zeit begann er, allegorische und mythologische Elemente in seine Porträts einzufügen. 1797 reiste er nach Sankt Petersburg. Es gelang ihm, 1799 an der Krönung von Zar Paul I. teilzunehmen und dessen Hofmaler zu werden. Nach Pauls Ermordung 1801 zog Ströhling nach Berlin und 1803 nach London. Hier blieb er bis 1826, erhielt zahlreiche lukrative Aufträge und stellte regelmäßig in der Royal Academy of Arts aus. Von 1810 bis 1820 hatte er den Titel Historical Painter to the Prince of Wales, dem späteren Georg IV. Als dieser König wurde, kam es jedoch zu einer Entzweiung mit Stroehling.
1826 musste Ströhling Bankrott anmelden. Er ging nach Irland. 1828 ist er hier zuletzt nachgewiesen, und zwar mit Porträts von Sir Richard Levinge, 6th Baronet (1785–1848) und seiner Frau in Knockdrin Castle bei Mullingar.

## Werke
Von Ströhling sind über 200 Miniaturen, Gemälde und Zeichnungen erhalten. Dazu gehören:
- Bildnis des Fürsten Alois I. von Liechtenstein (1794), Wien, Stadtpalais Liechtenstein
- Paul I. in Uniform, ovale Miniatur auf Elfenbein, Auktion Hôtel Drouot, Paris, 30. Juni 2010
- Marija Aleksandrovna Naryškina, Eremitage (Sankt Petersburg)
- Anna Petrowna Lopuchina, Eremitage (Sankt Petersburg)
- Achim von Arnim (1804), Frankfurt am Main, Freies Deutsches Hochstift
- Königin Luise von Preußen als Hebe,[3] Royal Collection

Kopie von Karl Wilhelm Wach (1812), Stadtmuseum Berlin
- Friederike von Preußen (1767–1820), Duchess of York (1807), Royal Collection[4]
- Queen Charlotte[5] und ihre fünf Töchter, Amelia, Mary, Elizabeth, Augusta und Sophia, alle Royal Collection
- Georg III. mit Spaniel (1807), Royal Collection[6]
- General Gebhard Leberecht von Blücher Auktion Sotheby’s, London, 24. Februar 2015
- Arthur Wellesley, 1. Duke of Wellington (1820), London, National Army Museum
- Ernst Friedrich Herbert, Graf von Münster und seine Gemahlin Wilhelmine Gräfin von Münster (1822), Auktion Koller, Zürich, 26. März 2012
- Charles Edward Horn (um 1825), National Portrait Gallery (London)

Viele seiner Bildnisse wurden durch Stiche reproduziert.

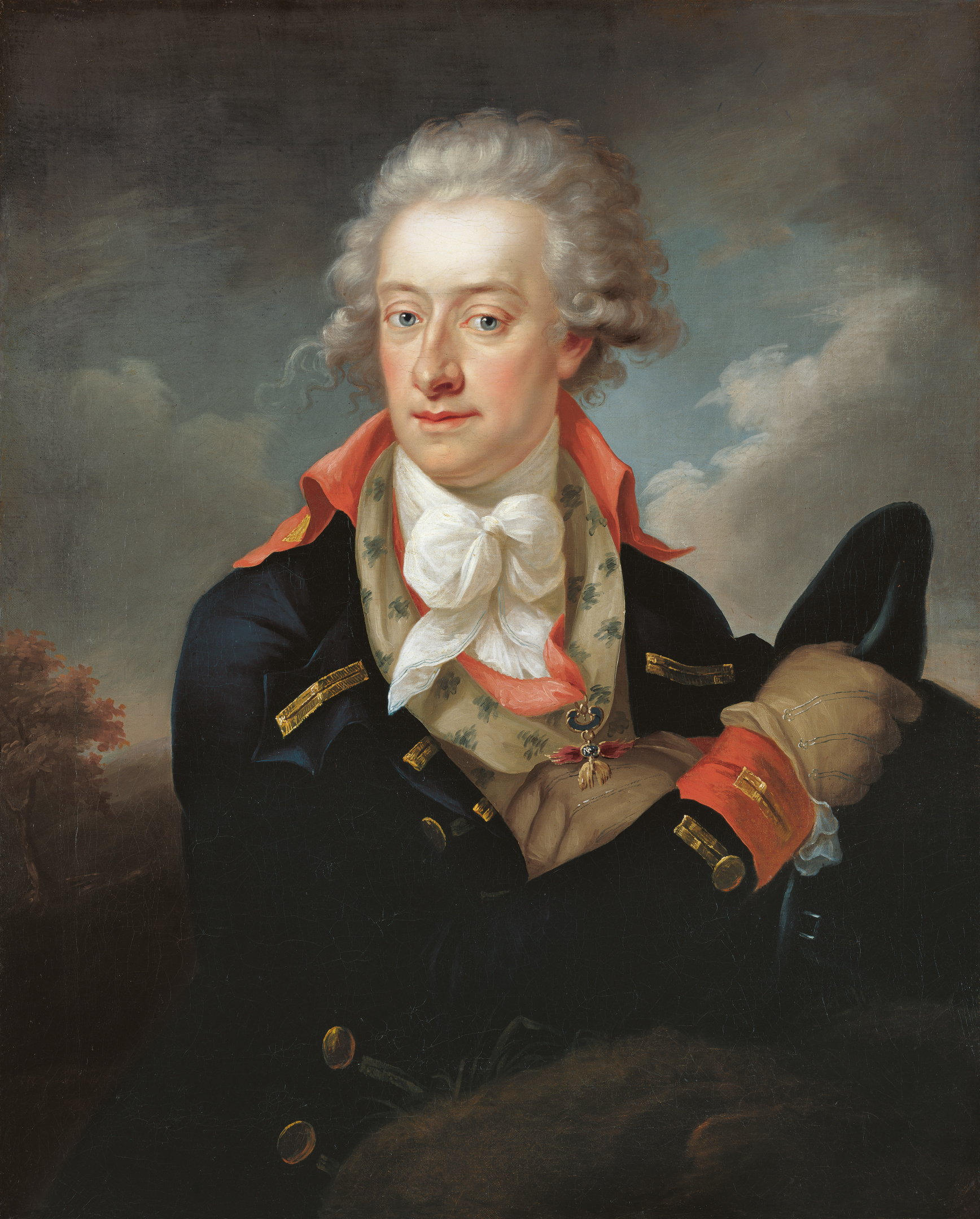
Alois I. von Liechtenstein
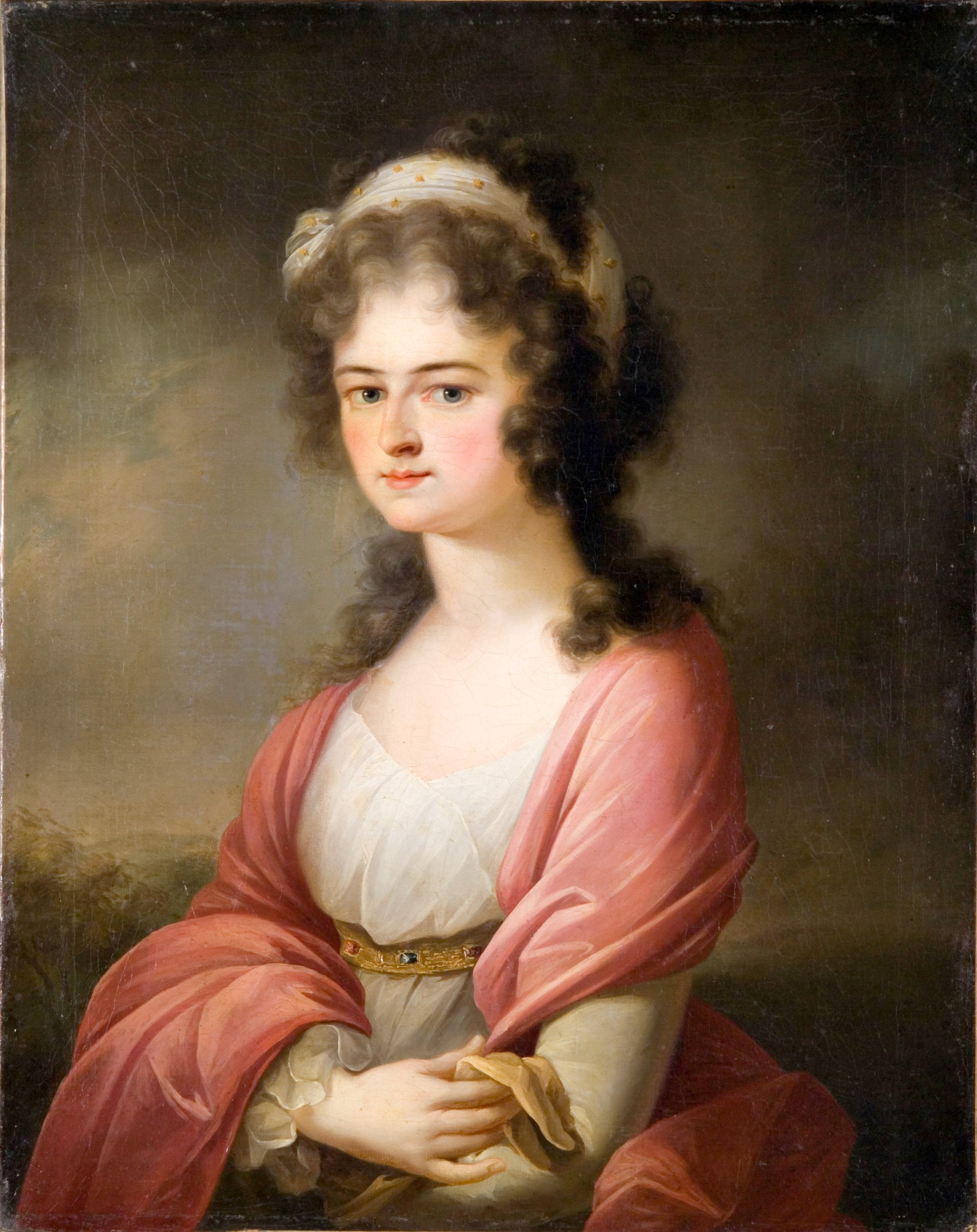
Karoline von Liechtenstein
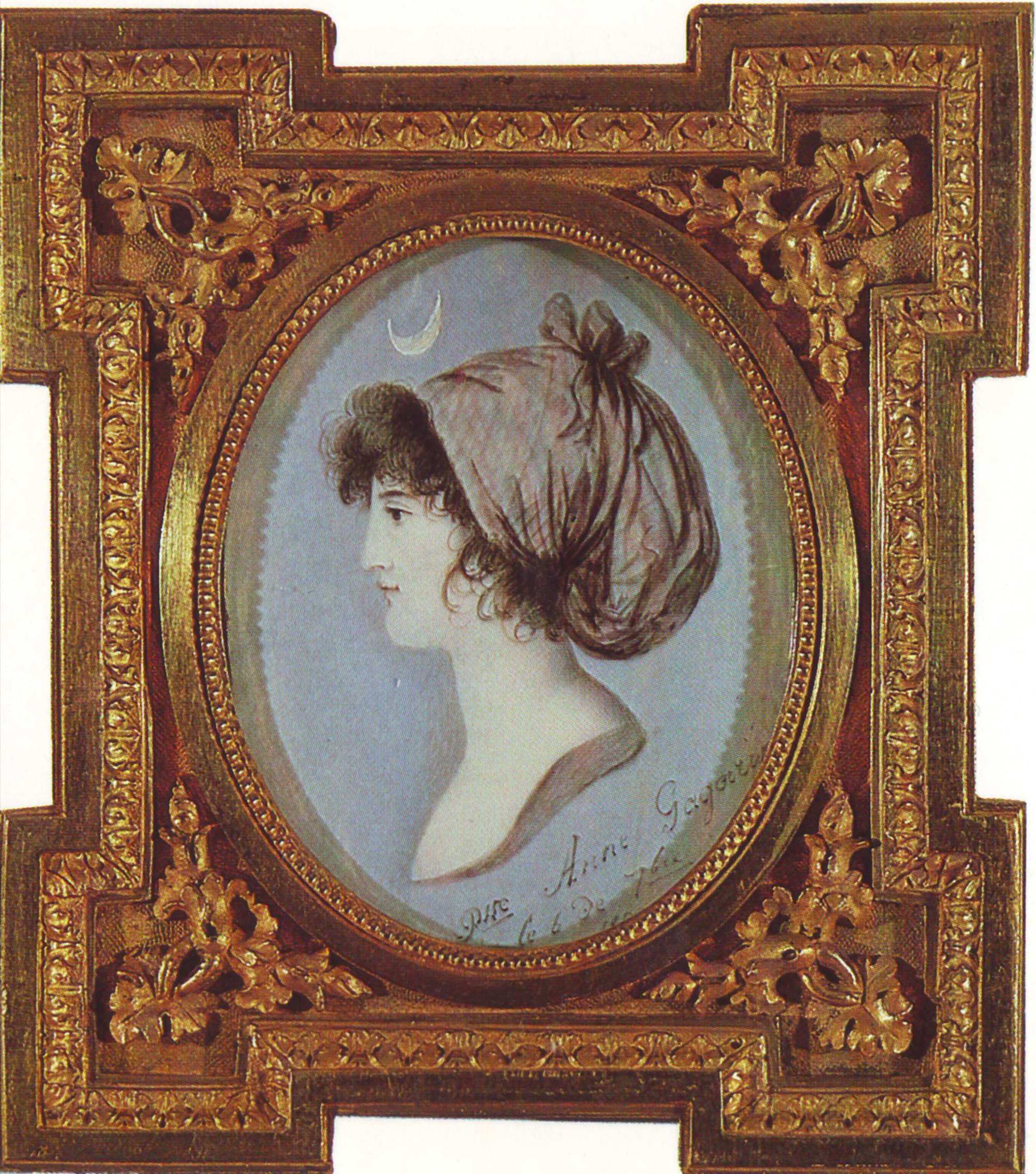
Anna Petrowna Lopuchina, 1800
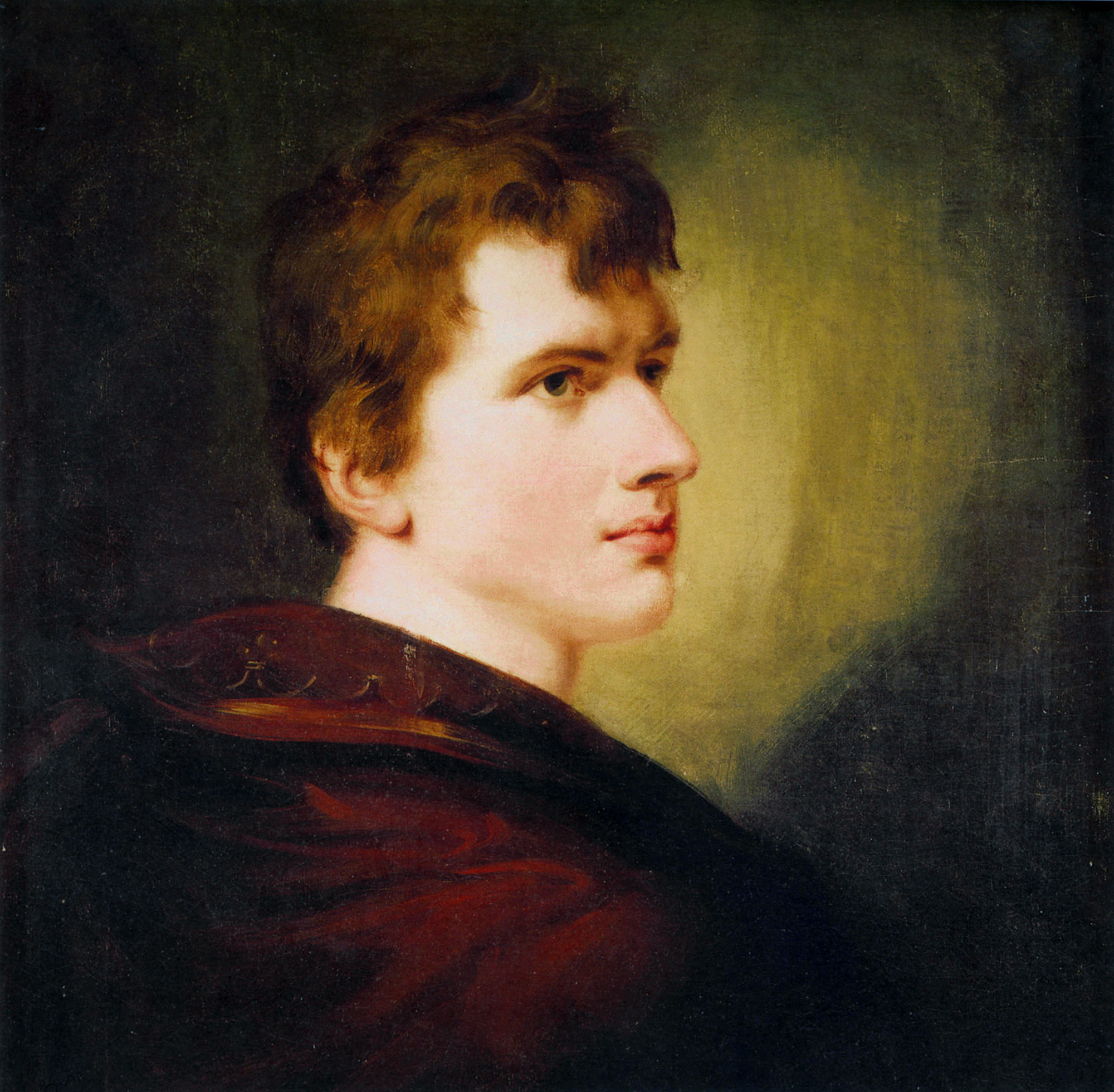
Ludwig Achim von Arnim
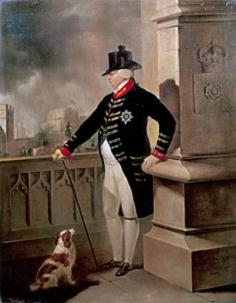
Georg III.
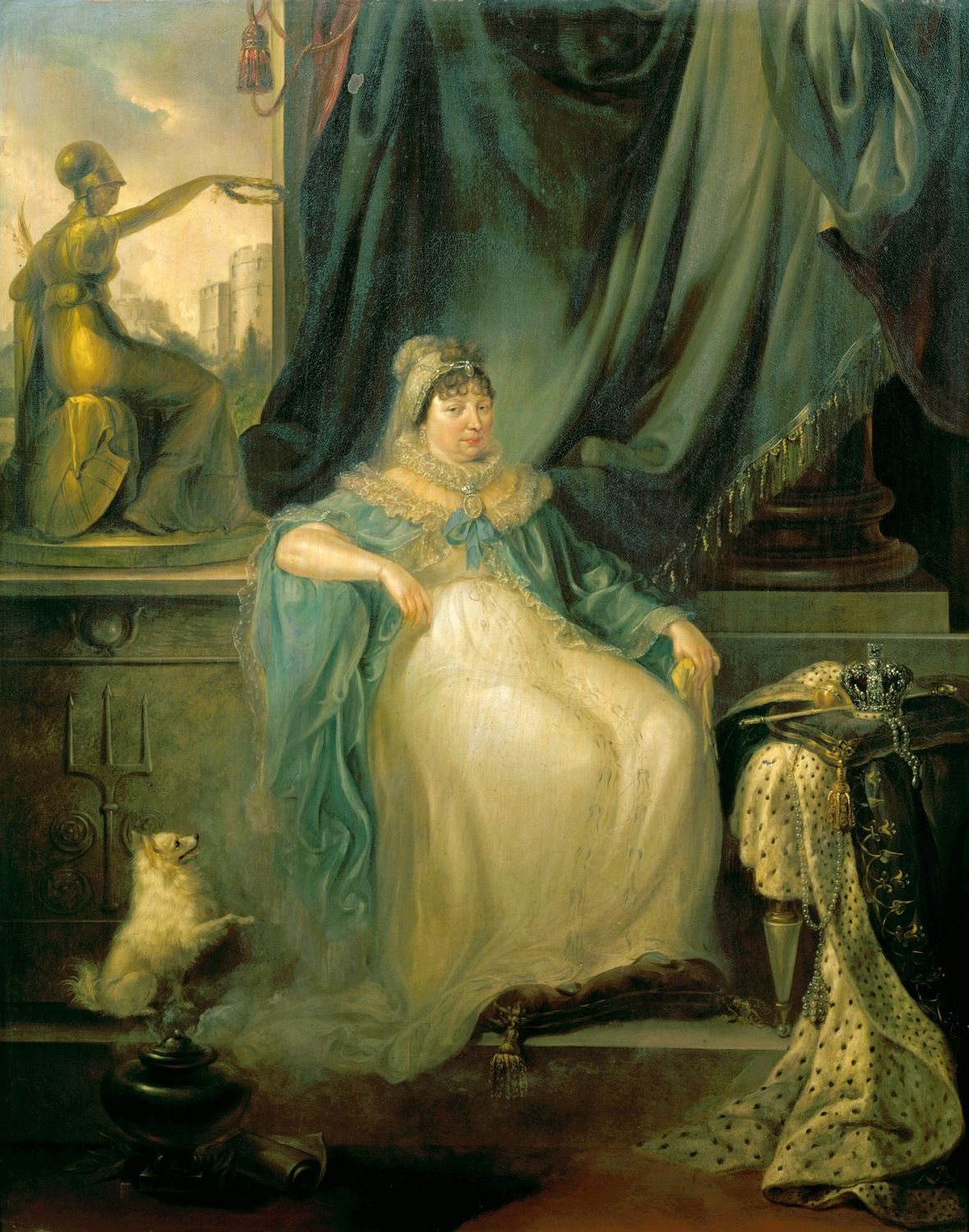
Queen Charlotte
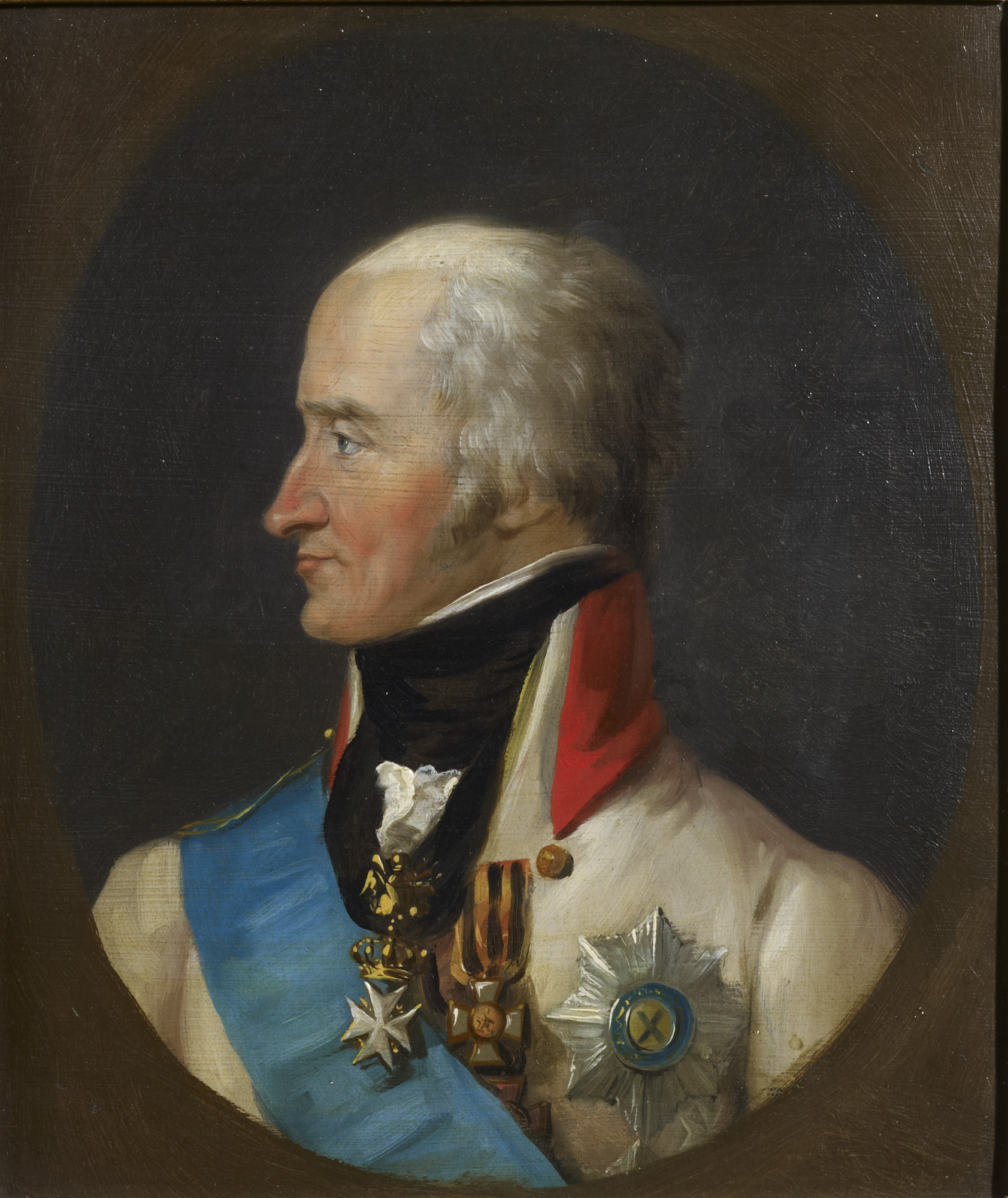
Levin August von Bennigsen
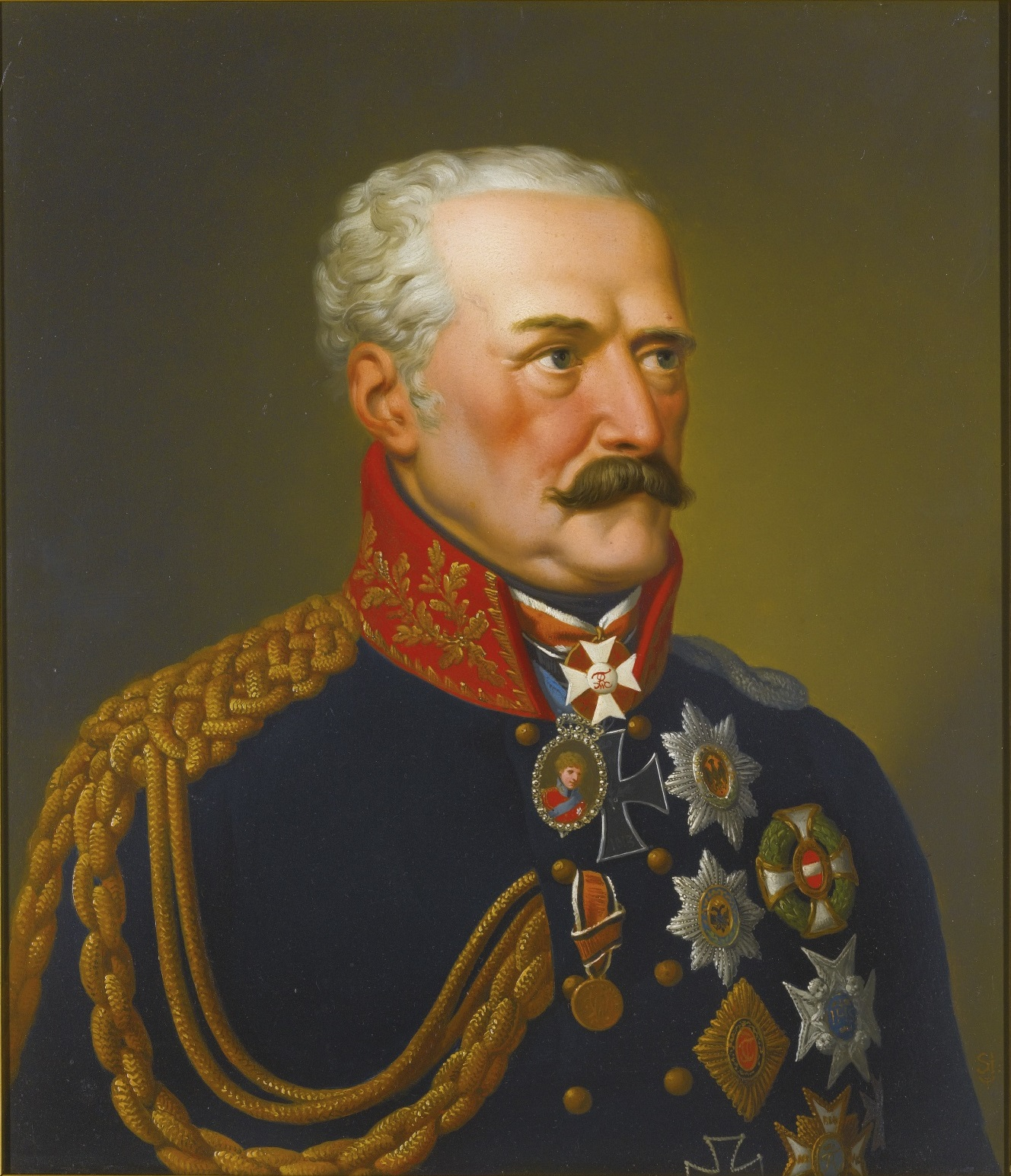
Gebhard Leberecht von Blücher
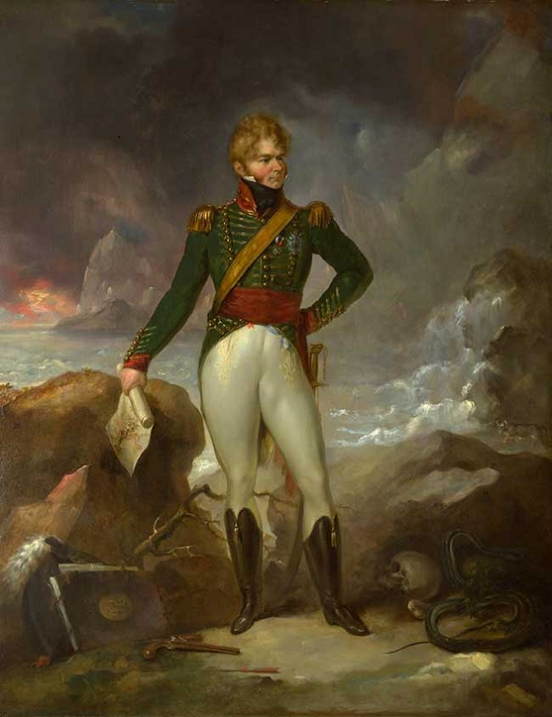
George De Lacy Evans